# Egegik (rivière)
Pour les articles homonymes, voir Egegik.
La rivière Egegik est un cours d'eau d'Alaska, aux États-Unis situé dans le borough de Lake and Peninsula.

## Description
Longue de 28 milles (45 km), elle prend sa source dans le lac Becharof et coule en direction du nord-ouest jusqu'à la Baie Egegik sur la côte nord de la péninsule d'Alaska à 38 milles (61 km) au sud-ouest de Naknek dans la baie de Bristol.

## Affluent
- King Salmon

## Sources
- (en) « Egegik (rivière) », Geographic Names Information System